# 蘊相応
「蘊相応」（うんそうおう、巴: Khandha-saṃyutta, カンダ・サンユッタ）とは、パーリ仏典経蔵相応部に収録されている第22相応。

## 構成
15品159経から成る。
1. Nakulapitu-vaggo --- 全11経
2. Anicca-vaggo --- 全10経
3. Bhāra-vaggo --- 全11経
4. Natumhākaṃ-vaggo --- 全10経
5. Attadīpa-vaggo --- 全10経
6. Upaya-vaggo --- 全10経
7. Arahanta-vaggo --- 全10経
8. Khajjanīya-vaggo --- 全10経
9. Thera-vaggo --- 全10経
10. Puppha-vaggo --- 全10経
11. Anta-vaggo --- 全10経
12. Dhammakathika-vaggo --- 全13経
13. Avijjā-vaggo --- 全10経
14. Kukkuḷa-vaggo --- 全14経
15. Diṭṭhi-vaggo --- 全10経

## 日本語訳
- 『南伝大蔵経・経蔵・相応部経典3』（第14巻） 大蔵出版
- 『原始仏典II 相応部経典3』 中村元監修 春秋社